# DiPocket
DiPocket — британська компанія зі штаб-квартирою в Лондоні, яка здійснює фінансові операції, пов'язані з електронними грошима.
Заснована італійським фінансистом Феделе ді Маджіо та українським ІТ-фахівцем Павлом Похильченком, який є розробником платіжної системи «DiPocket».
Компанія має дочірній підрозділ «DiPocket Polska».
Доступ до системи може бути здійснений як через смарт-картки системи MasterCard, так і через мобільні додатки для операційних систем Android та iOS.